# PAN PAN HOUSE (バンド)
PAN PAN HOUSE（パン パン ハウス）は、日本のロックバンド。

## 概要
1985年、長崎県長崎市出身の石井寿典が（G.）が「PAN PAN HOUSE」として音楽活動を開始。
プロを意識した活動を行い始めた'86年に、中尾秀和（Vo.）が加入。コピーバンドが多い中、オリジナルの楽曲を中心としたライブ活動で、80年代後半、九州ロック全盛期に多数結成されたアマチュアバンドの中でも大きな注目を集める。
さらに'89年、戸上浩二（B.）、中田満広（Dr.）が加わり、以後積極的に全国LIVEツアーやCD制作などを行う。
80年代後半のいわゆるバンドブームにはあえて乗らず、1991年、満を持してのメジャーデビューを果たす。
ストレートな言葉ながら情緒性の強い詞と、メロディアスでパワフルなサウンドが、多くの支持を受けたが、1992年"STAY GOLD"という一枚のアルバムを残し、活動を休止した。

## メンバー
石井寿典（いしい　ひさのり）：ギター・コーラス
中尾秀和（なかお　ひでかず）：ヴォーカル
戸上浩二（とがみ　こうじ）：ベース
中田満広（なかた　みつひろ）：ドラム

## 作品
こんな大人に負けそうな時は…（インディーズ・アルバム）
口笛の帰り道（メジャー・シングル/1991年）
ＳＴＡＹ　ＧＯＬＤ(メジャー・アルバム/1991年)

## 解散後
解散後、全員が音楽活動から離れていたが、2004年、他界した旧友からの音楽活動への復帰を願う“コトバ”により、石井が復活を決意。「08 RASP’ BERRY MARKET」を結成した。
さらに、石井は、自身の詞とサウンドをよりストレートに伝えるために、2006年、「THE LEE GUN’S KEE」を結成。
平成25年6月からは「石井寿典」名義の活動を開始し、１stアルバム「暮れの目隠し」をリリース。
2010年4月に自らの活動拠点としてオープンした「garageBRONX.」でのライブを中心に、長崎や関東でも、積極的な音楽活動を展開している。
| スタブアイコン | サブスタブ | この項目は、まだ閲覧者の調べものの参照としては役立たない、音楽関係者（バンド等）に関連した書きかけの項目です。この項目を加筆・訂正などしてくださる協力者を求めています（P:音楽/PJ:芸能人）。 |